# Усуриага, Альбейро
Альбе́йро Усуриа́га Лопес (исп. Albeiro Usuriaga López; 12 июня 1966, Кали — 11 февраля 2004, Кали) — колумбийский футболист, нападающий, выступавший в различных колумбийских, аргентинских, испанских, мексиканских, бразильских, парагвайских и венесуэльских клубах. Чемпион трёх стран — Колумбии, Мексики и Аргентины. С 1989 по 1991 год — игрок сборной Колумбии.
Менее чем через год после окончания игровой карьеры, в феврале 2004, был убит неподалёку от собственного дома в Кали.

## Биография
Альбейро Усуриага начинал карьеру в «Америке» из Кали в 1986 году. На тот момент «Америка» была одним из сильнейших клубов Южной Америки — трижды, в 1985—1987 гг., «Америка» доходила до финала Кубка Либертадорес и каждый раз уступала своим соперникам. Молодой Усуриага сыграл лишь один сезон за Америку и затем, в поисках игровой практики, перешёл в «Депортес Толиму». В следующем году он стал практически незаменимым игроком в «Кукуте», и привлёк внимание другого колумбийского суперклуба — «Атлетико Насьоналя». За «бело-зелёных» Усуриага сыграл также всего лишь год, зато именно в 1989 году колумбийская команда добилась исторической первой победы в Кубке Либертадорес — то, чего Усуриаге не удалось добиться в «Америке» в год своего дебюта в профессиональном футболе, он смог сделать в клубе из Медельина. Усуриага с 7-ю мячами стал лучшим бомбардиром свой команды в победном розыгрыше. Он забил второй гол в ответном финальном матче в ворота «Олимпии», который позволил медельинцам сравнять счёт по итогам двух встреч, а затем успешно реализовал свой удар в послематчевой серии пенальти.
В том же году Усуриага отметился единственным мячом за национальную сборную в рамках стыковых матчей против сборной Израиля за право участвовать в чемпионате мира 1990. Несмотря на важнейший гол, Усуриага в итоге не попал в заявку колумбийцев на Мундиаль из-за проблем с дисциплиной
В 1990 году, после краткосрочного пребывания в испанской «Малаге», Усуриага вернулся в «Америку». С родной командой он выиграл ещё 2 титула чемпиона Колумбии. В 1991 году Усуриага в составе национальной сборной принял участие в Кубке Америки. Это был последний год, когда Усуриагу вызывали в расположение сборной.
Последними яркими годами в карьере Усуриаги стали 1994 и 1995. Тогда в составе аргентинского «Индепендьенте» он был одним из лидеров в двух победных кампаниях второго по значимости континентального турнира на тот момент — Суперкубка Либертадорес. Кроме того, «Красные дьяволы» выиграли чемпионат Аргентины 1994 года (Клаусуру).
После 1995 года карьера нападающего стала закатываться. В 1997 году, после возвращения в «Индепендьенте» (до этого Альбейро успел сменить ещё 3 клуба), в крови колумбийца был обнаружен кокаин и Ассоциация футбола Аргентины дисквалифицировала игрока на 2 года. Усуриага вернулся на родину, но и в «Мильонариосе», и в «Атлетико Букараманге» за два года он провёл считанное число матчей. «Голубь» (прозвище Усуриаги) вернулся в Аргентину в 1999, но там он не сумел вернуться на прежний уровень даже в довольно скромных командах. Альбейро завершил карьеру футболиста четырьмя матчами за «Карабобо» в чемпионате Венесуэлы в 2003 году.
Вечером 11 февраля 2004 года Альбейро играл в домино и карты с друзьями в ресторане, расположенном неподалёку от его дома. К ресторану на мотоцикле подъехали убийцы и внезапно началась стрельба — одним из нападавших был подросток 14 лет. По одной из версий, в подругу Усуриаги был влюблён один из криминальных лидеров Кали, и это могло стать причиной убийства бывшего футболиста.

## Достижения
- Чемпион Колумбии (3): 1986, 1990, 1992
- Чемпион Аргентины (1): Кл. 1994
- Чемпион Мексики (1): 1995/96[4]
- Обладатель Кубка Либертадорес (1): 1989
- Обладатель Суперкубка Либертадорес (2): 1994, 1995